# Dobrovăț
Dobrovăț falu Romániában, Moldvában, Iași megyében.

## Fekvése
Jászvásártól és Poieni falutól délre, a DN 24-es út mellett fekvő település, mely kolostoráról híres.

## Története

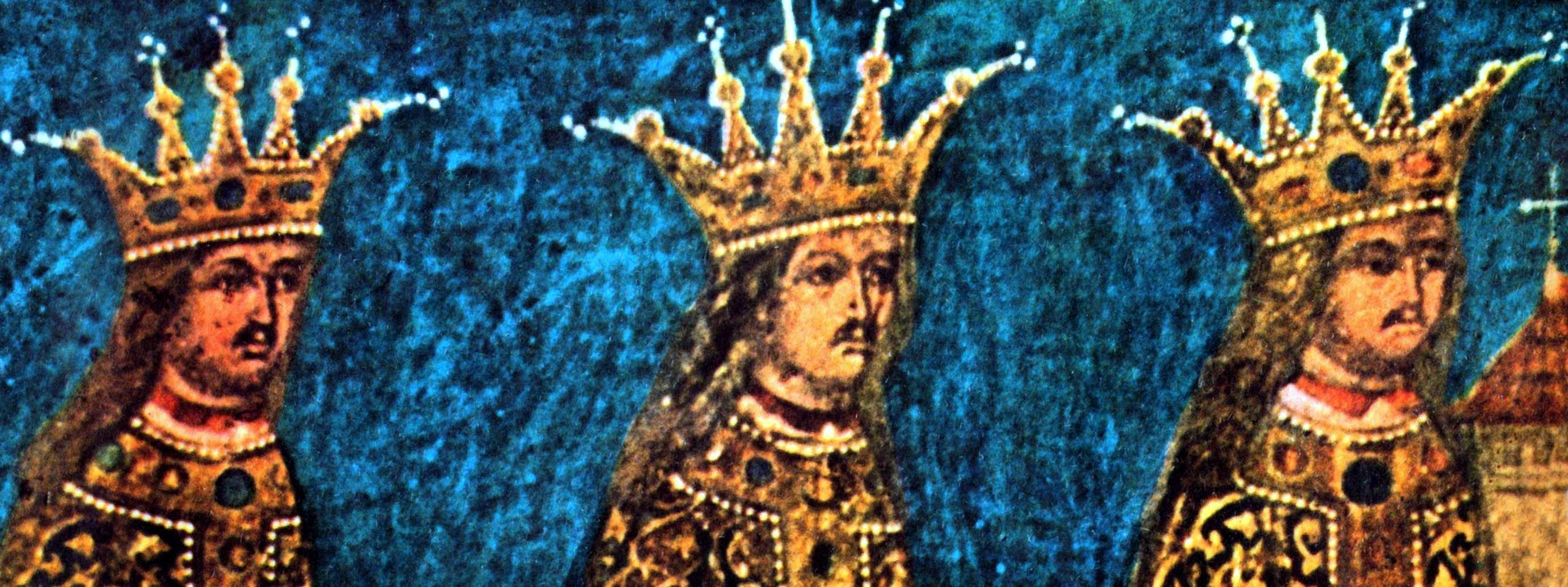
A moldvai fejedelmek képei a kolostor épületében

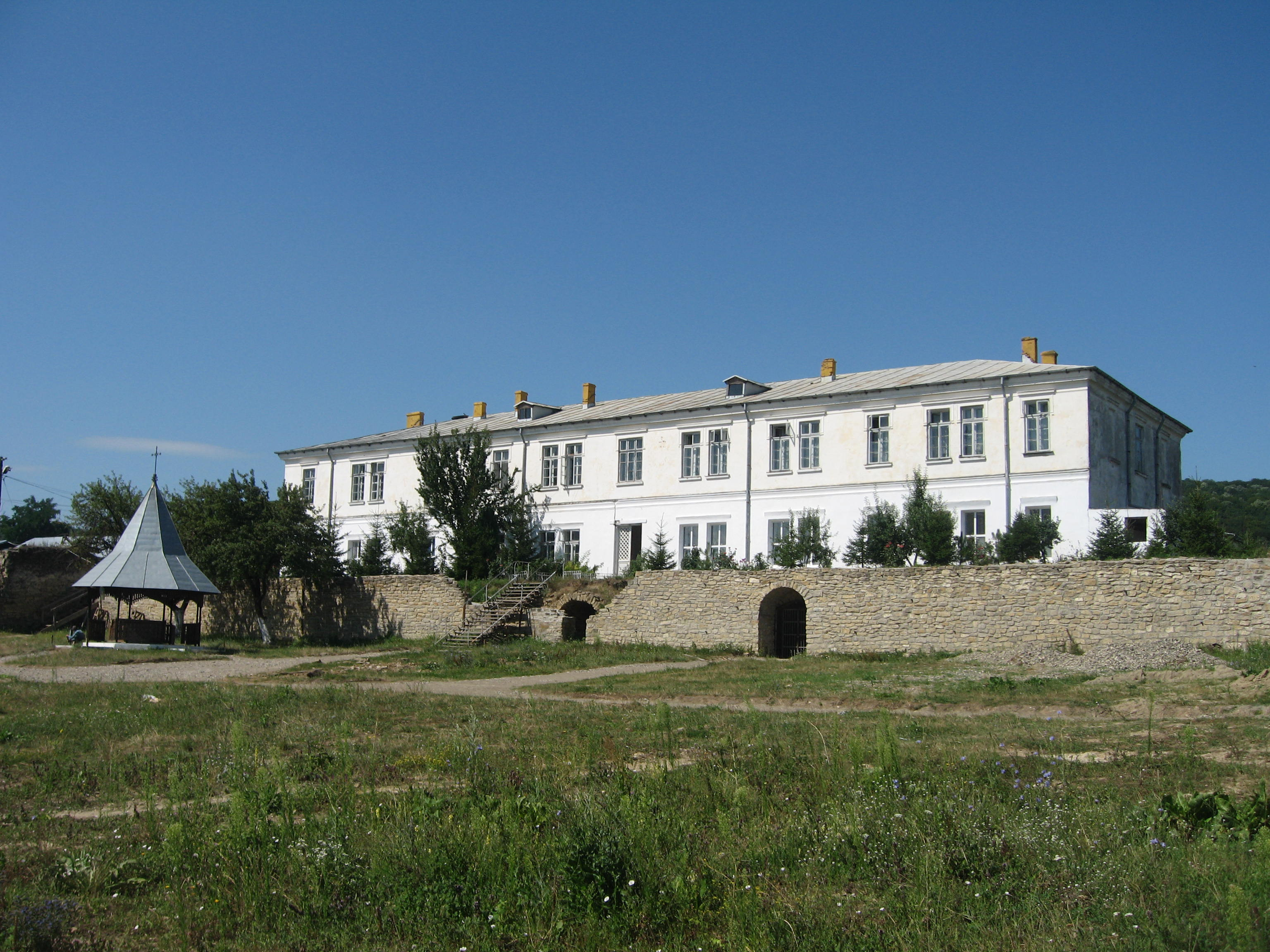
Dobrovăț kolostora

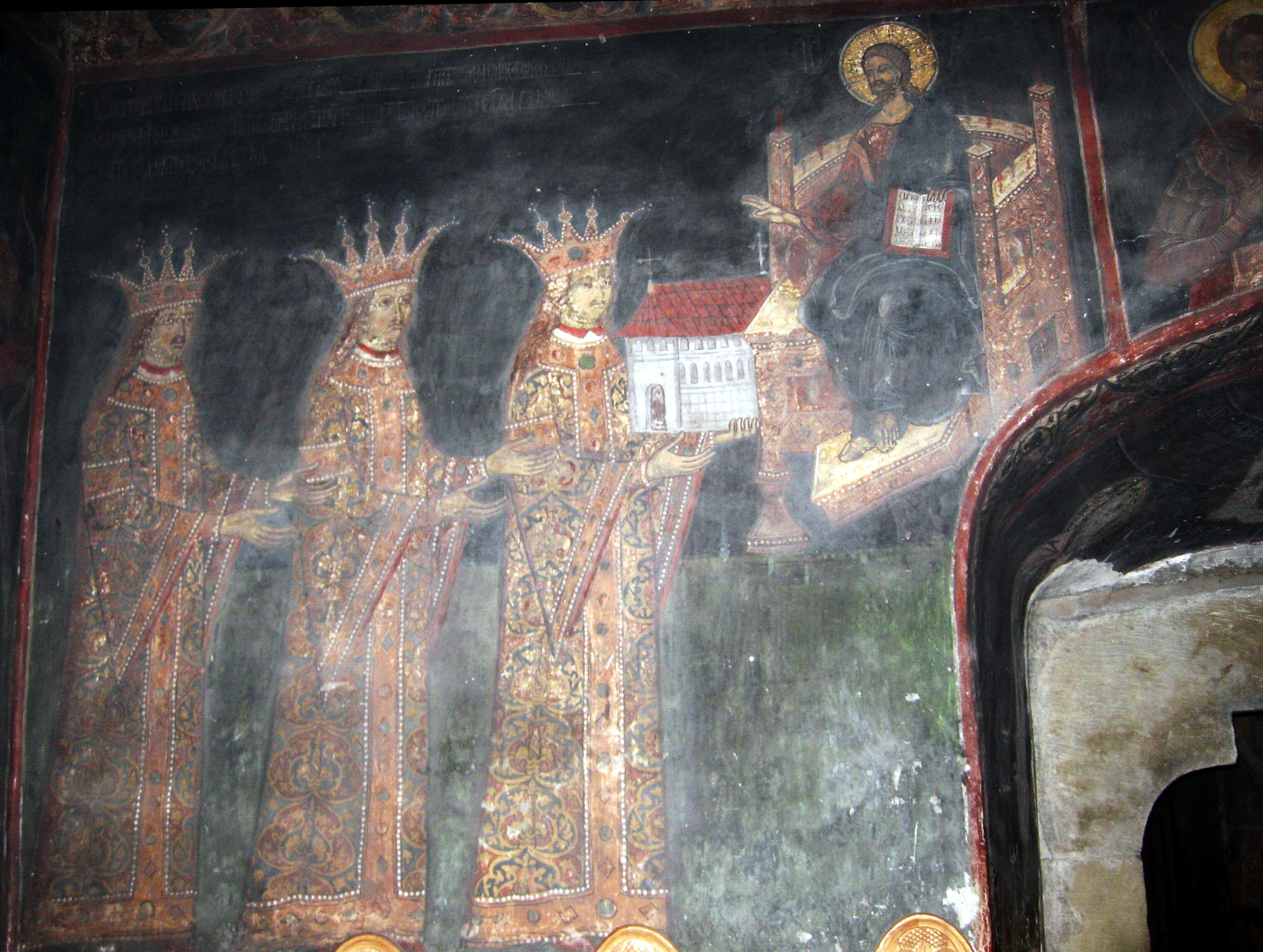
A templom freskórészlete

A Iași és Vászló megye határán fekvő település északnyugati szélén, erdőktől övezett réten található a Dobrovăț kolostor.
Dobrovăț kolostora még Ștefan cel Mare uralkodása idején épült. A kolostor temploma tágas előtérből, sírteremből és naoszból áll.
Az épületegyüttes tér-, szerkezet és részletalakítása moldvai jellegű, keleties törekvései az erdélyi és a lengyel gótika stílusával társulnak. A nyugati hatást a részletalakításában a csúcsíves, béllettagozatokkal keletelt nyugati főkapu jelzi.
Az épületegyüttes szerepel a romániai műemlékek listáján is.

## Nevezetességek
- A Dobrovăț kolostor épületegyüttese (Mănăstirea Dobrovăț)

## Galéria

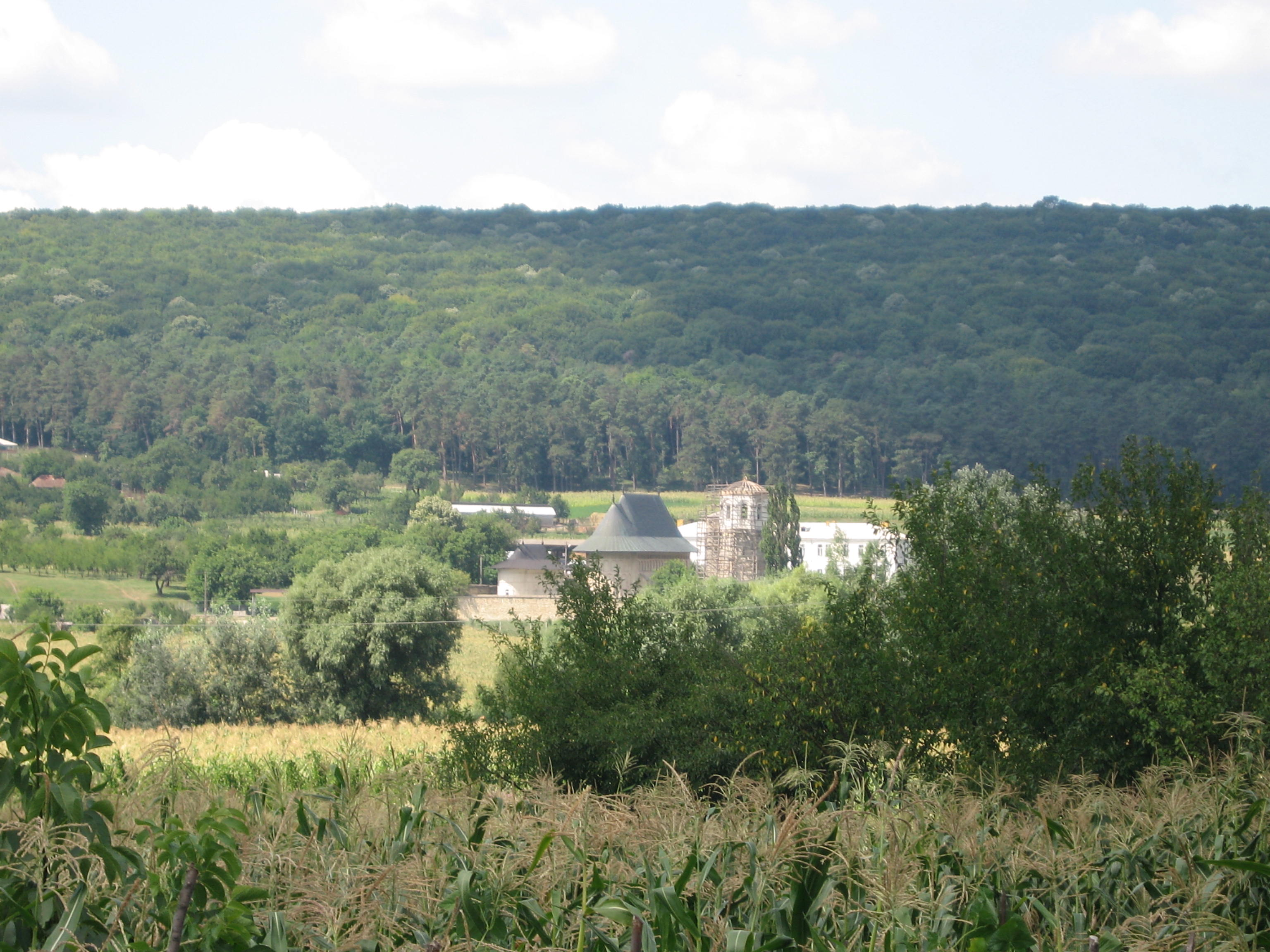
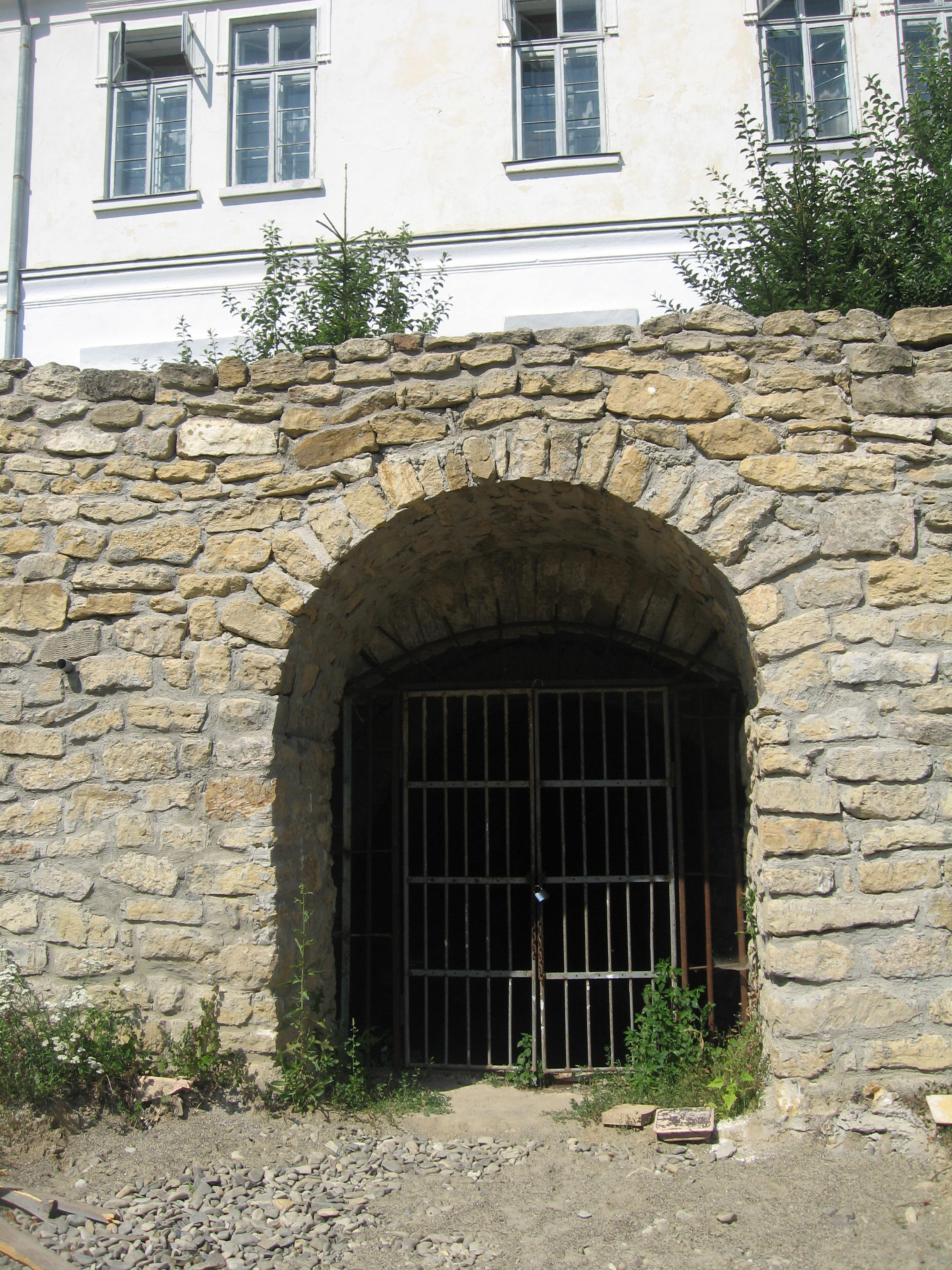
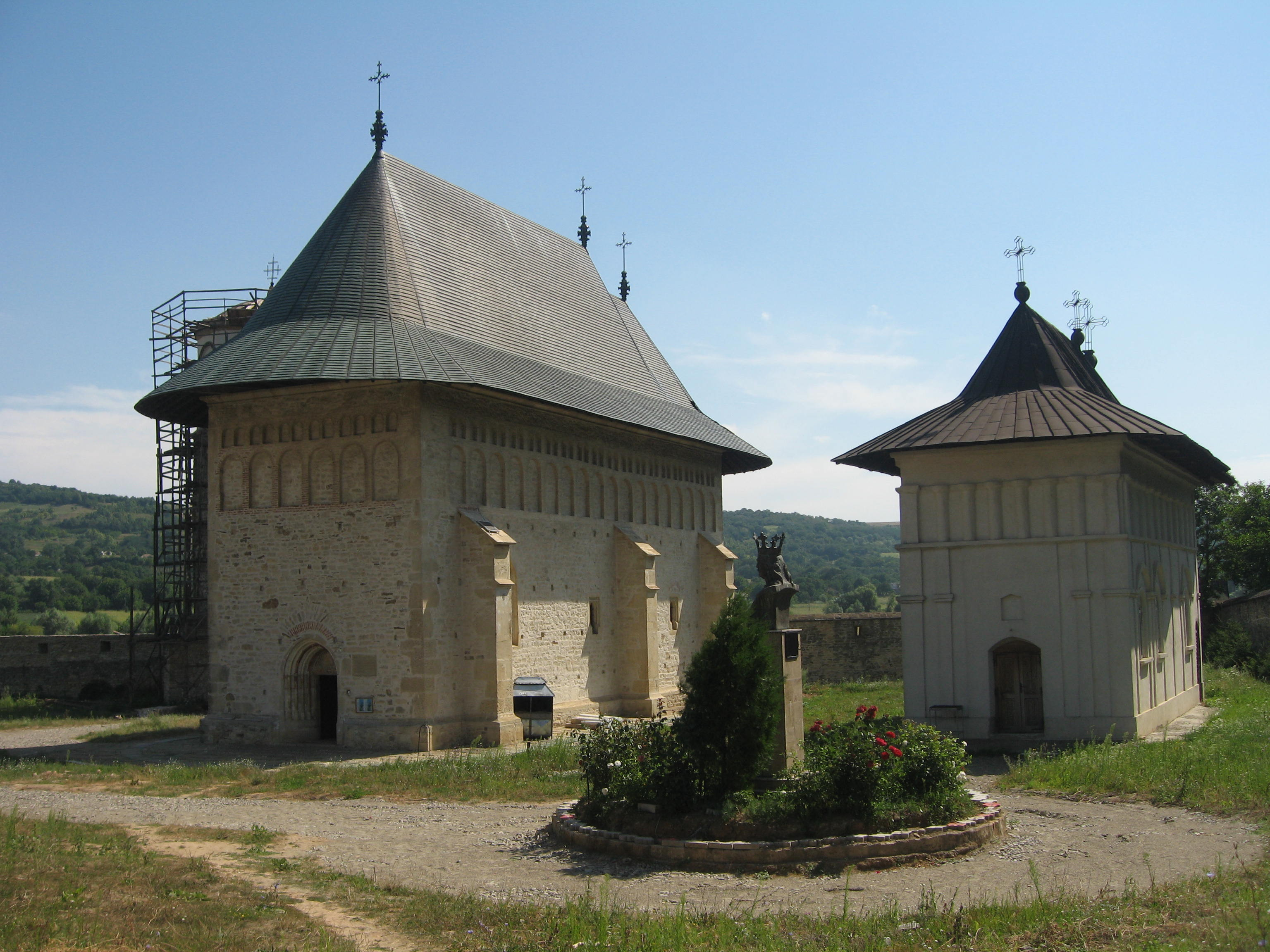
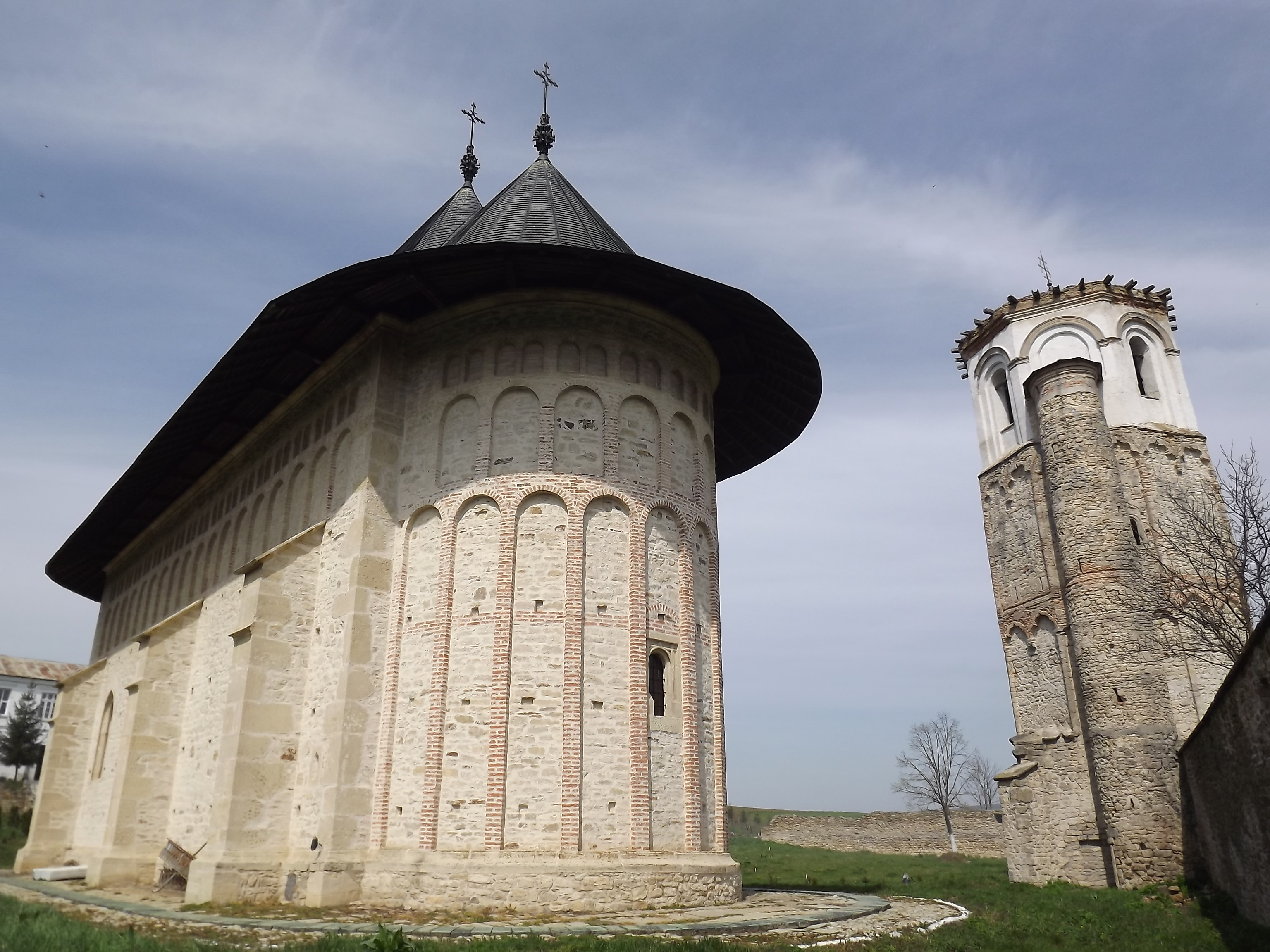
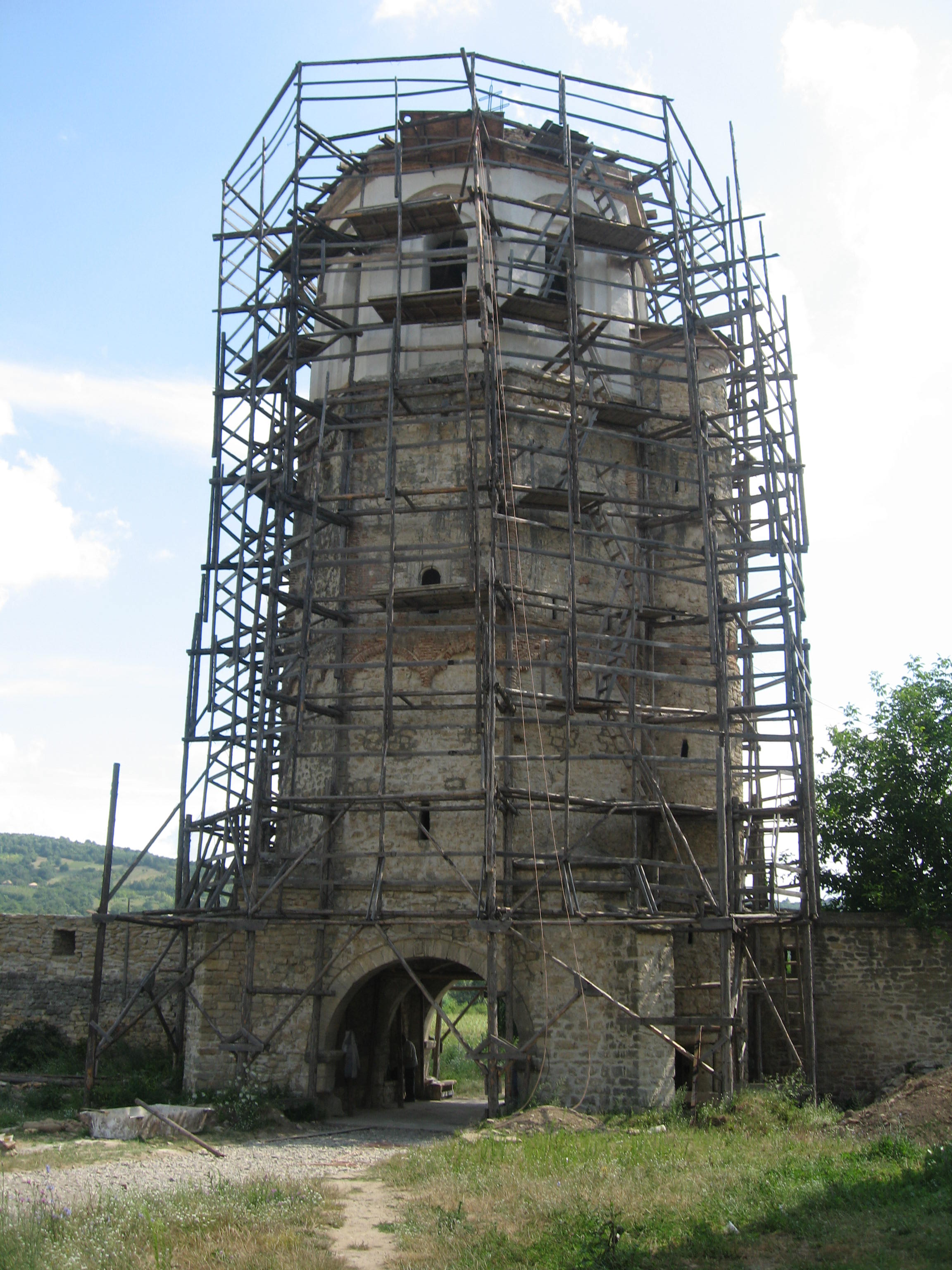
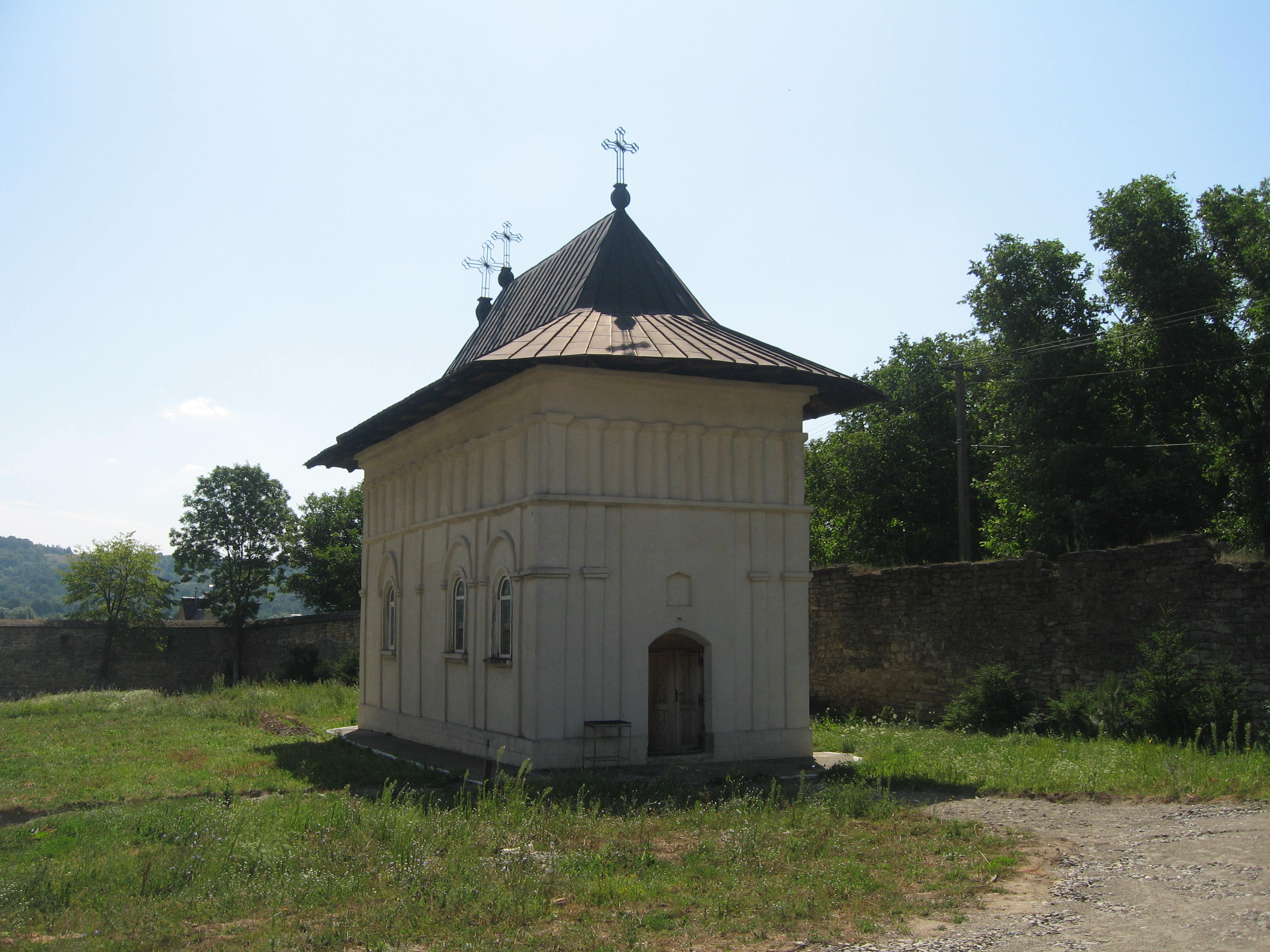
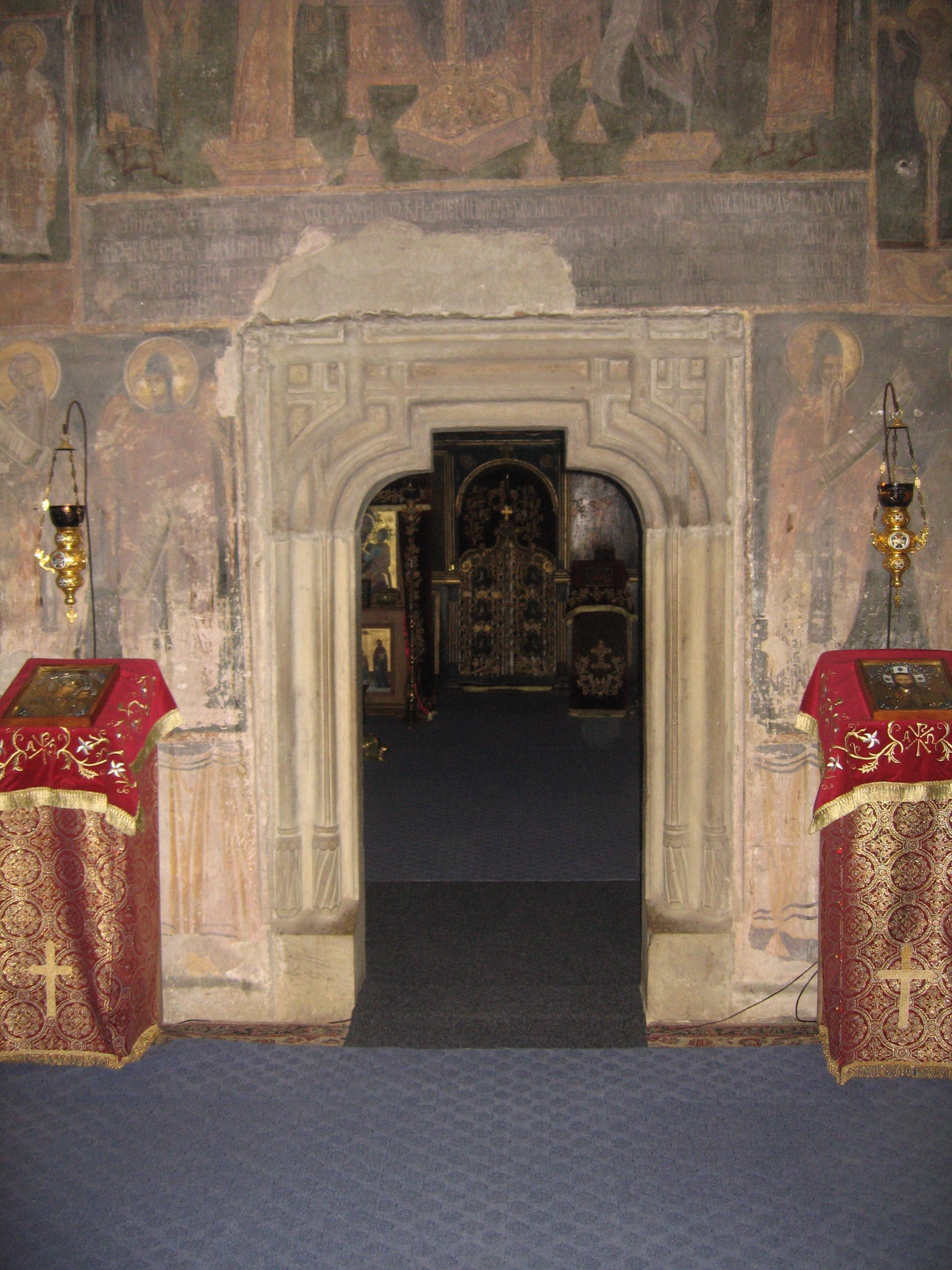
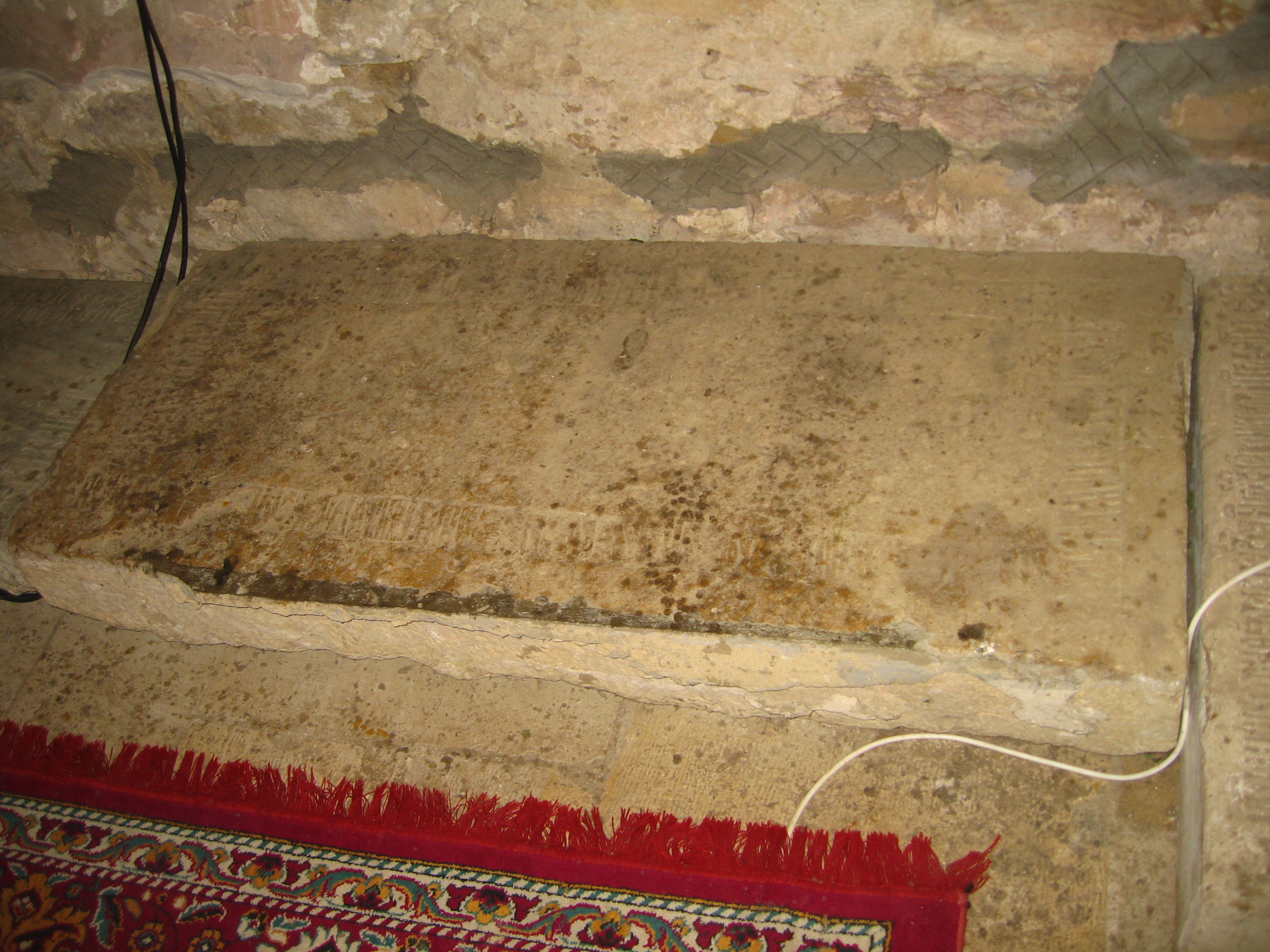
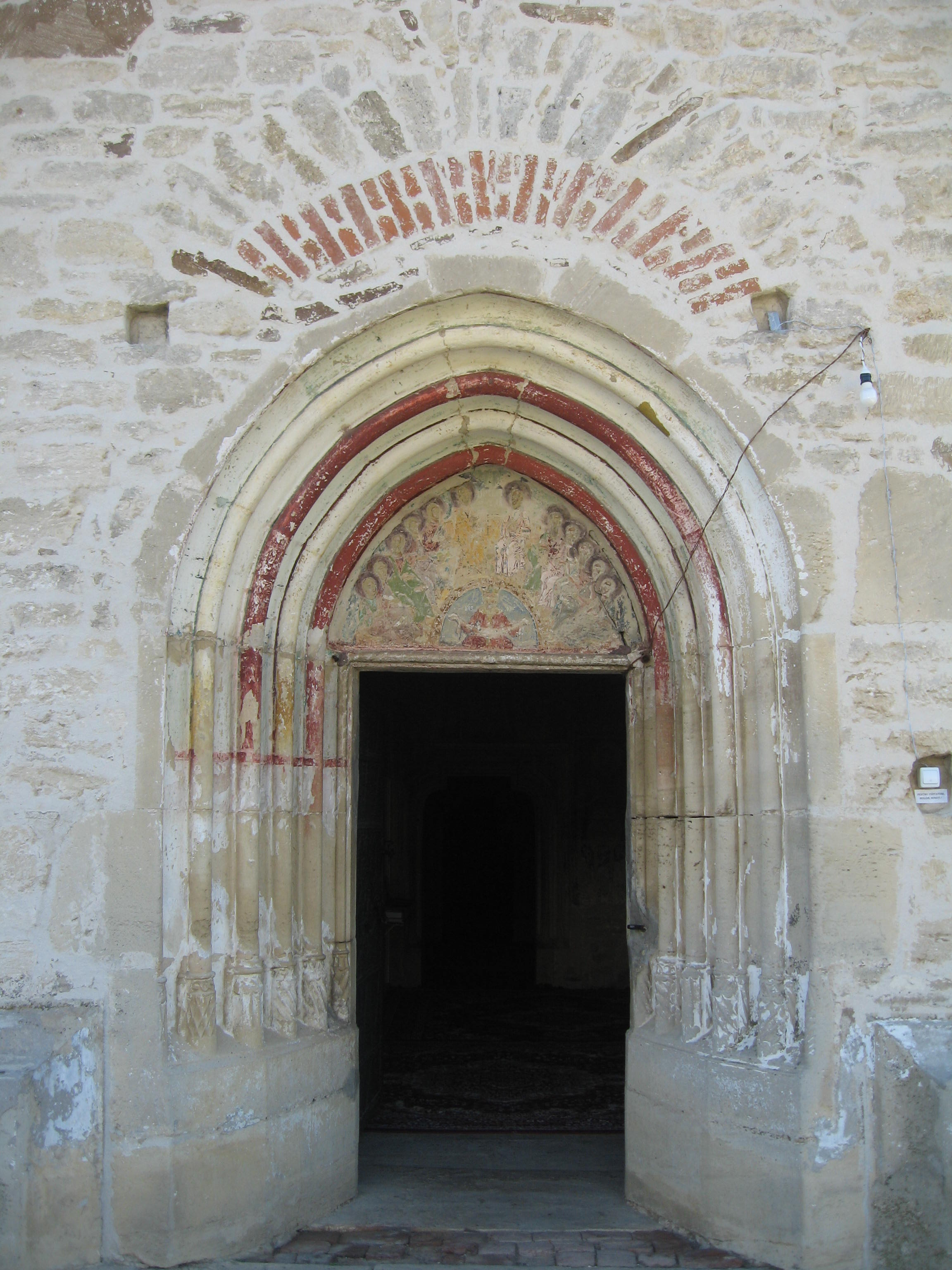
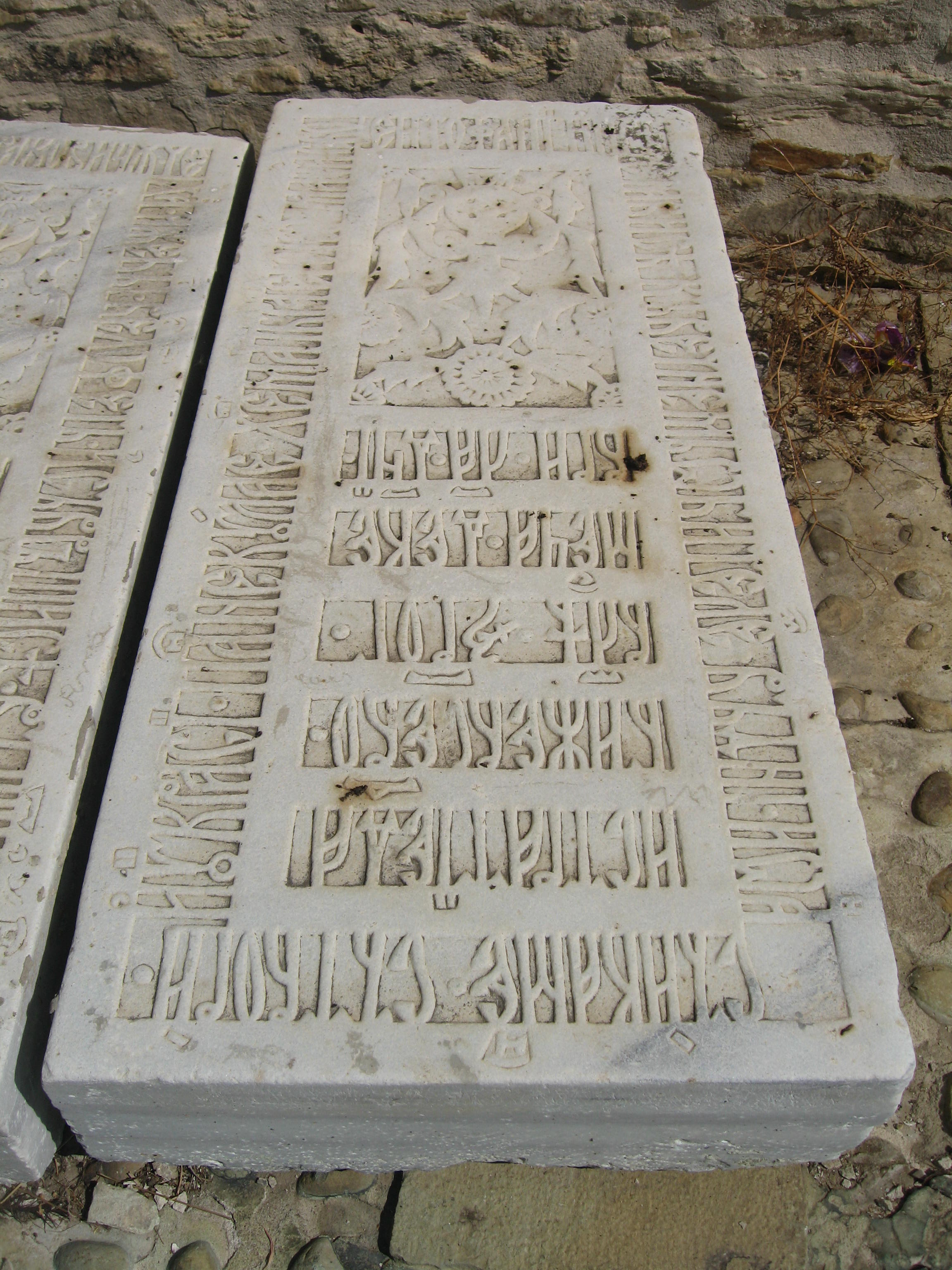
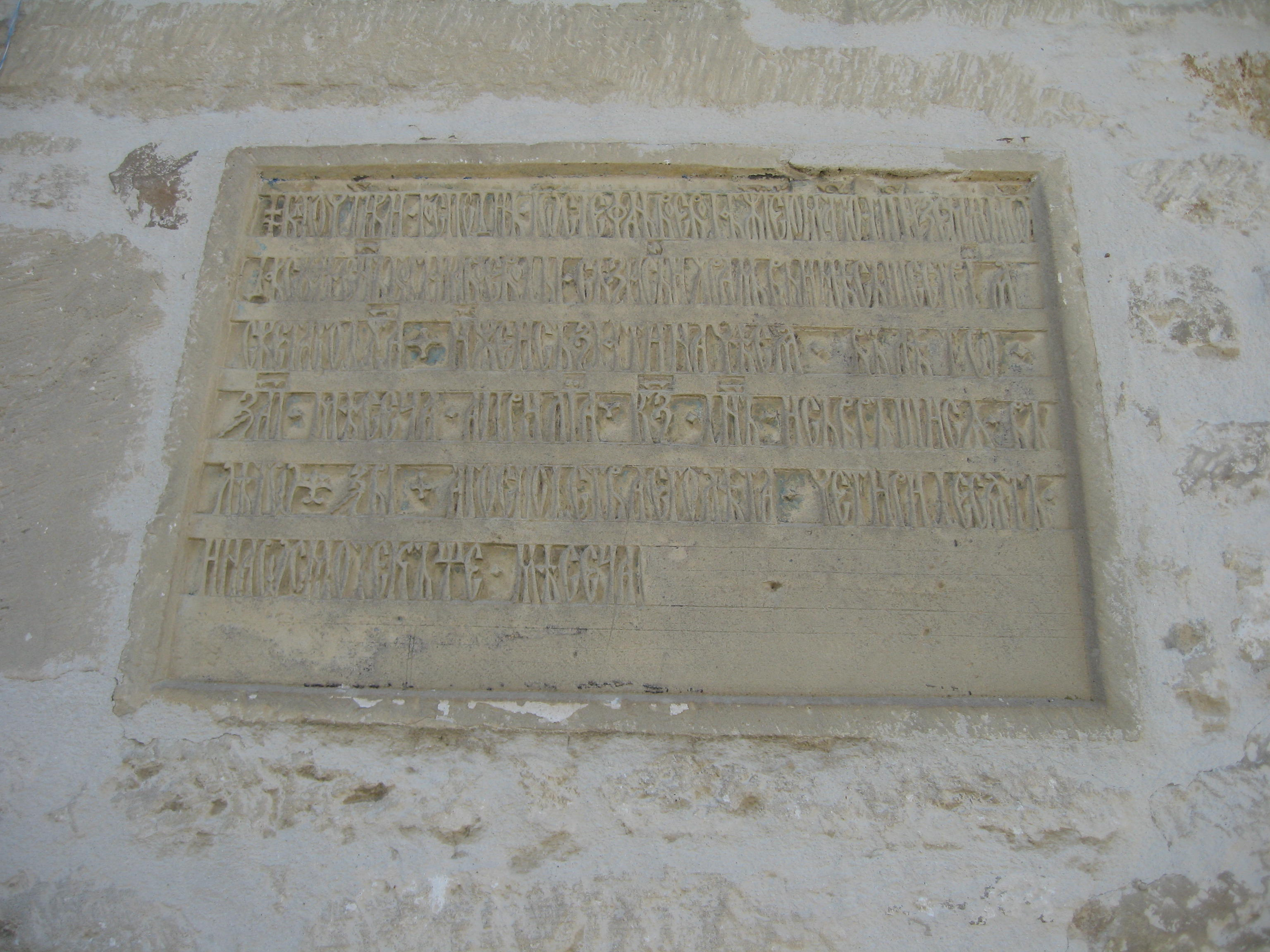
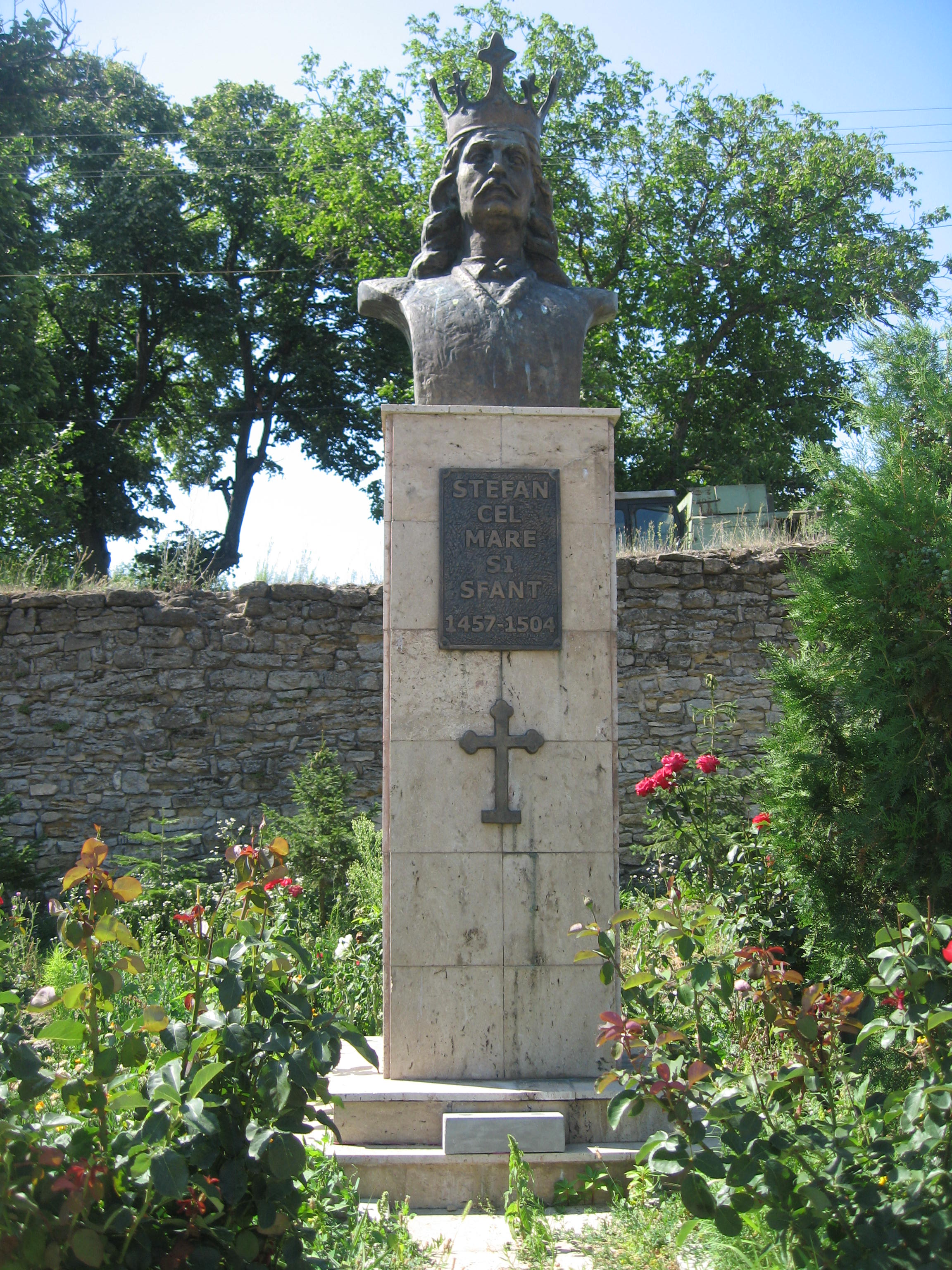